# Lukáš Hlava

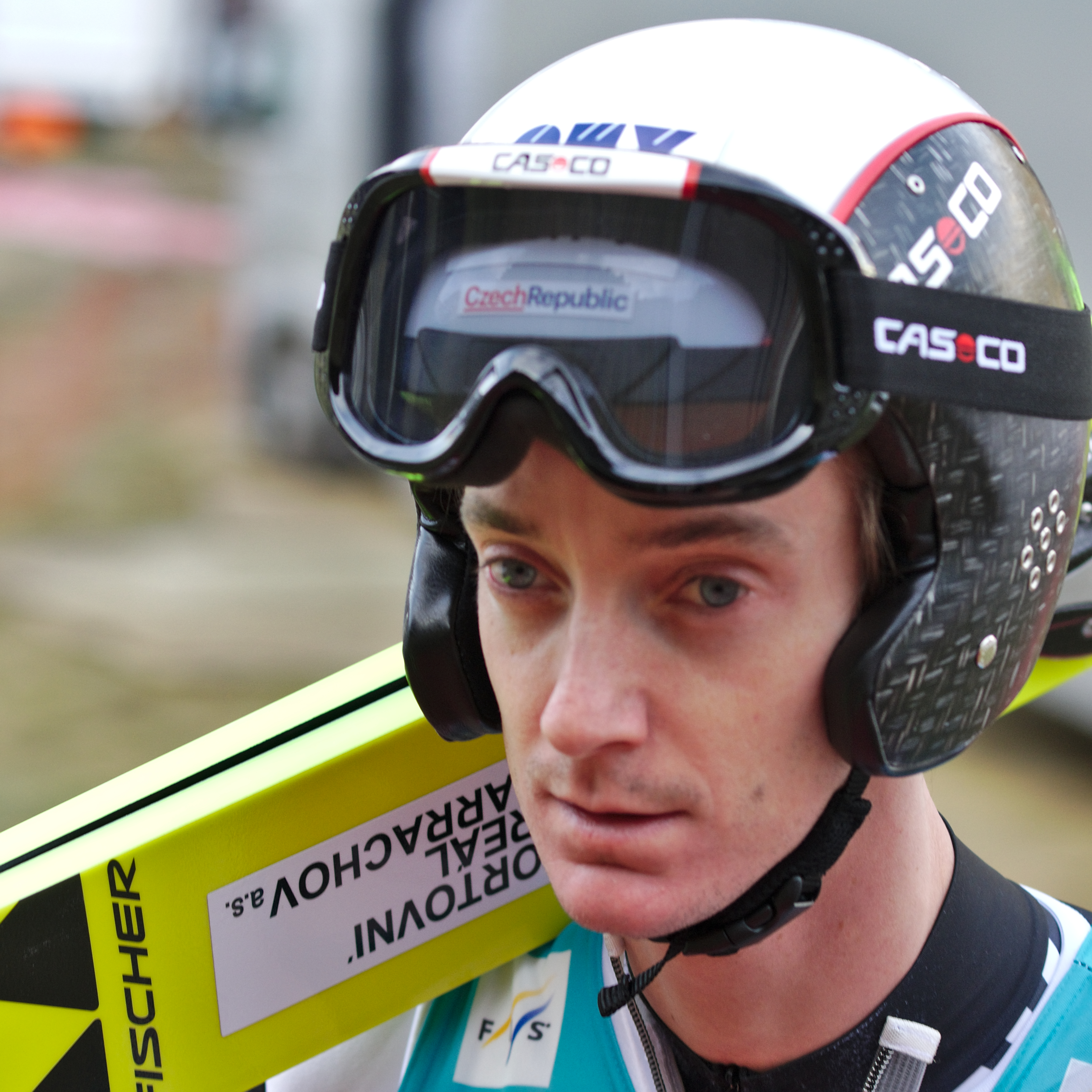
Lukáš Hlava i Engelberg 2014

Lukáš Hlava, född 10 september 1984 i Turnov i Liberec, är en tjeckisk backhoppare. Han representerar Dukla Liberec.

## Karriär
Lukáš Hlava debuterade internationellt i junior-VM 2002 i Schonach im Schwarzwald i Tyskland. Där blev han nummer 31 i en tävling som vanns av Janne Happonen från Finland. Veckan efter junior-VM startade Hlava i kontinentalcupen och han debuterade i världscupen 11 januari 2003 på hemmaplan i Liberec. Han blev nummer 47 i sin första världscupdeltävling. I perioden 2003 till 2009 tävlade Hlava för det mesta i kontinentalcupen. Sedan har han tävlat i världscupen. Hans bästa resultat hittills i den totala världscupen är en 14:e plats sammanlagt säsongen 2011/2012. Samma säsong blev han nummer 13 sammanlagt i tysk-österrikiska backhopparveckan.
Hlava deltog i Skid-VM 2003 i Val di Fiemme i Italien. Han startade i tävlingarna i stora backen och blev nummer 44  individuellt och nummer 8 i lagtävlingen. Under Skid-VM 2005 i Oberstdorf i Tyskland startade Hlava i lagtävlingarna. Tjeckien blev nummer 7 i normalbacken och nummer 8 i stora backen. Skid-VM 2009 arrangerades i Liberec. Hlava deltog i samtliga grenar på hemmaplan. Han blev nummer 20 i normalbacken och nummer 27 i stora backen. I lagtävlingen blev han nummer fem tillsammans med det tjeckiska laget. Hlava tävlade även under Skid-VM 2011 i Oslo i Norge. Där blev han nummer 42 i normalbacken (Midstubakken) och nummer 47 i stora backen (Holmenkollbakken). I lagtävlingen i stora backen blev han nummer 8.
Under skidflygnings-VM 2004 i Letalnica i slovenska Planica tävlades det individuellt och för första gången i en lagtävling. Hlava blev nummer 47 individuellt och slutade på nionde plats i lagtävingen. Hlava tävlade också i VM i skidflygning 2010 i Planica. Då blev han nummer 31 individuellt och nummer 5 i lagtävingen. I skidflygnings-VM 2012 i Vikersund i Norge, slutade Hlava på en 16:e plats individuellt och blev nummer 6 i lagtävlingen.
I olympiska spelen 2010 i Vancouver i Kanada tävlade Lukáš Hlava i den individuella tävlingen i normalbacken. Han slutade på en delad 38:e plats. Han tävlade också i lagtävlingen i stora backen i Whistler Olympic Park och slutade på en 7:e plats.